# Women's Land Army

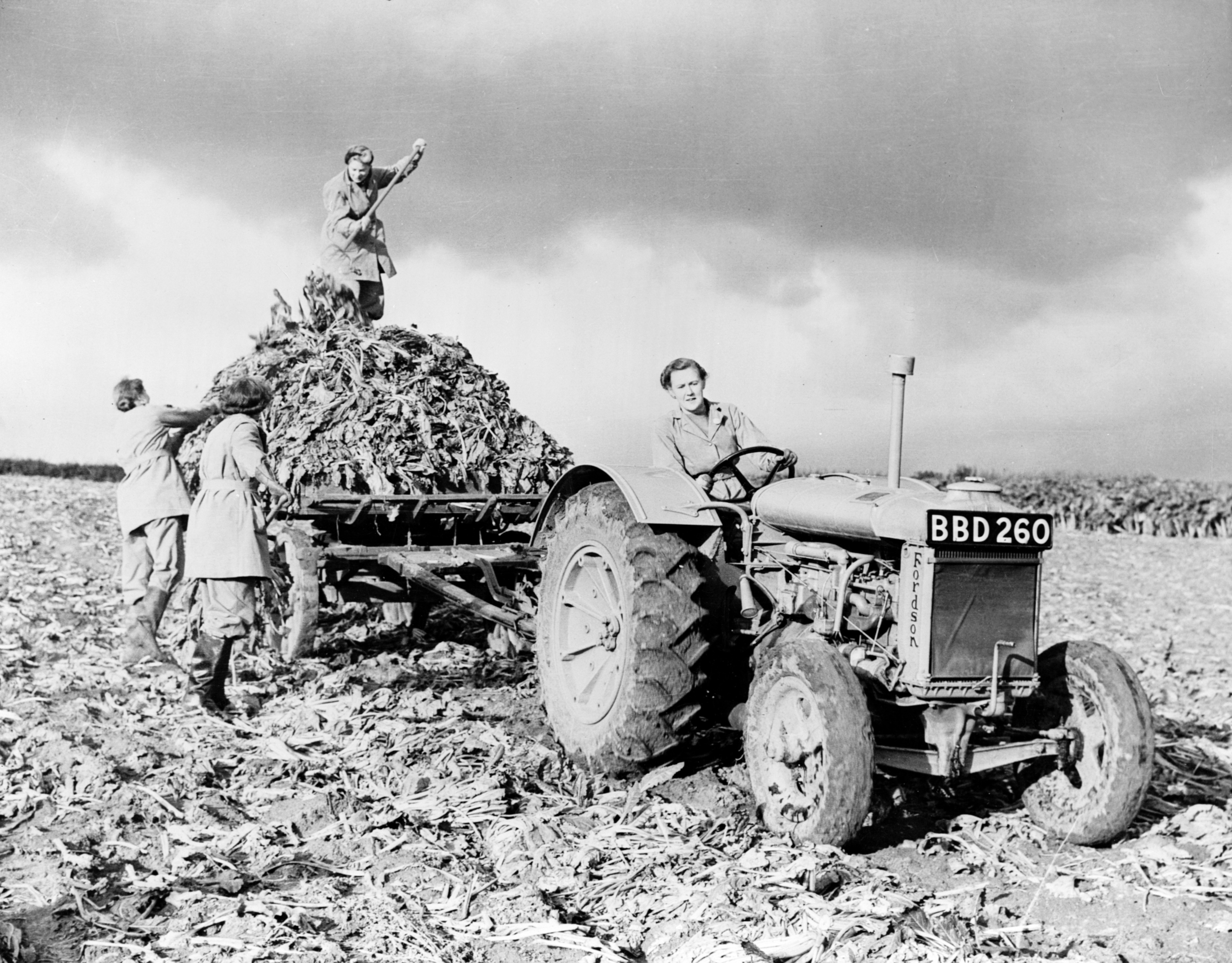
Membres de la Women's Land Army britannique récoltant des betteraves (vers 1942-1943).

La Women's Land Army (WLA), en français « armée des femmes pour la terre » est une organisation civile britannique active au cours de la Première et de la Seconde Guerre mondiale, afin que les femmes puissent travailler dans l'agriculture, en remplacement des hommes appelés à l'armée. Les femmes qui ont travaillé pour la WLA sont généralement connues sous le nom de « landgirls ». 
Le terme de Women's Land Army a également été utilisé aux États-Unis pour une organisation officiellement appelée Woman's Land Army of America (en)
La Women's Land Army s'est occupée de placer des femmes dans des fermes qui avaient besoin de travailleurs.

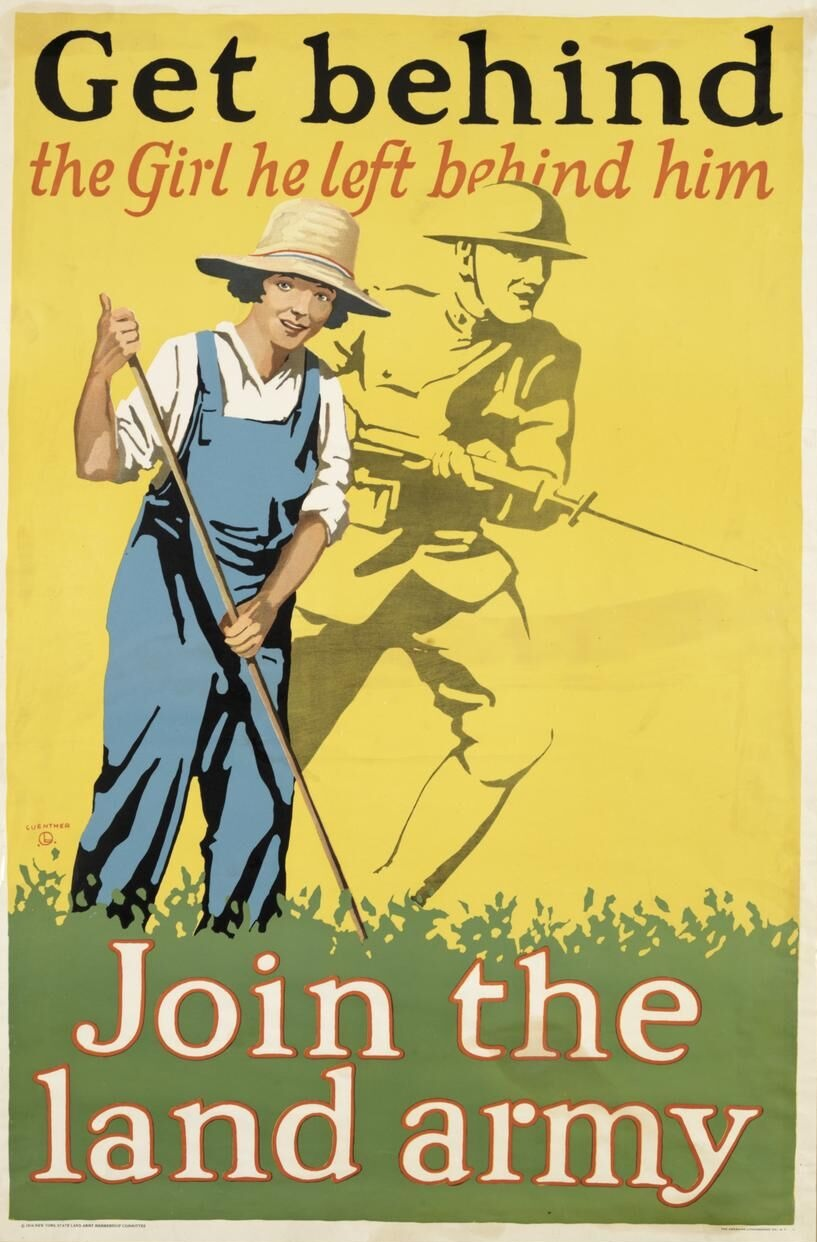
Affiche de la Première Guerre mondiale.

## Première Guerre mondiale

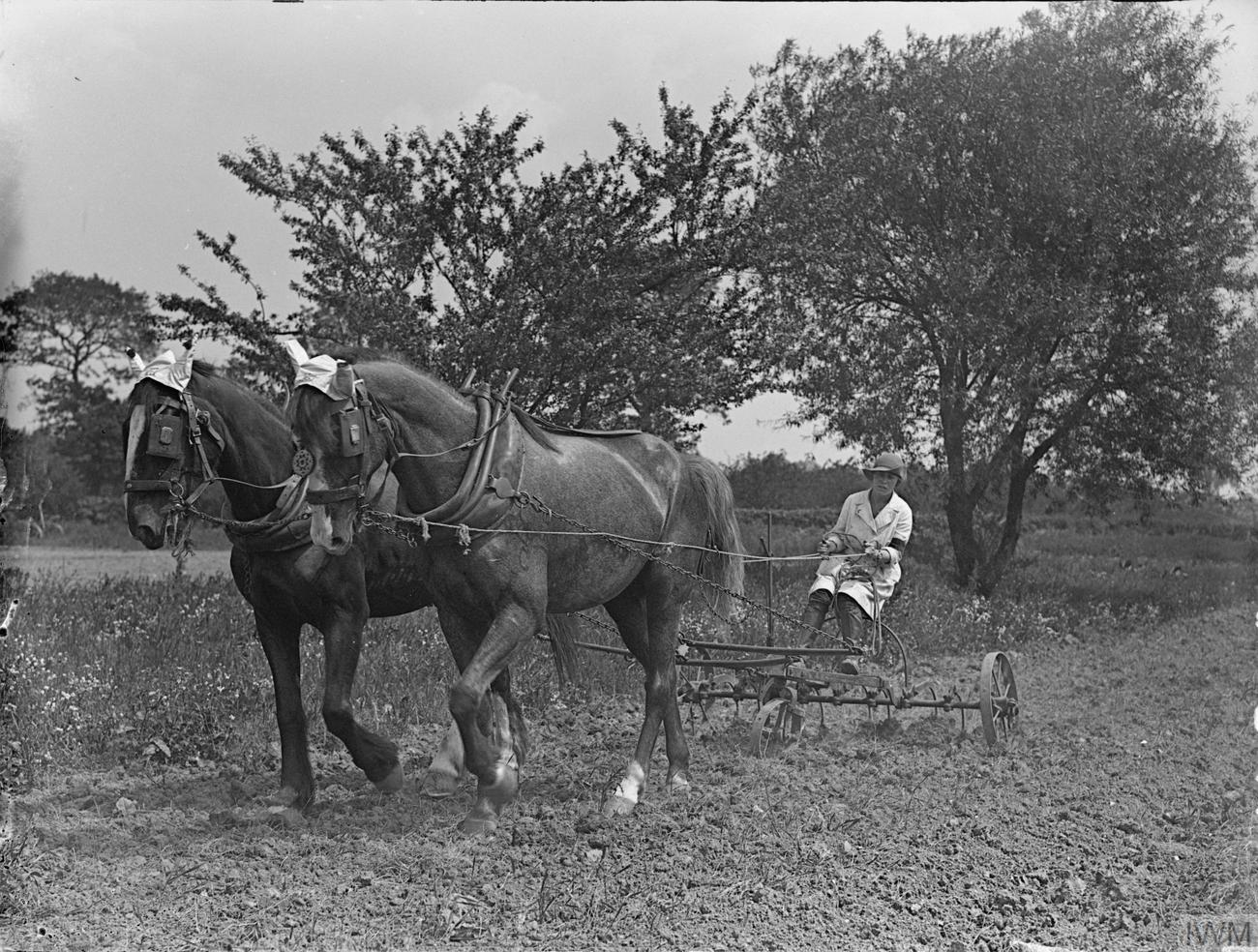
Préparation d'un champ de pommes de terre au cours de la Première Guerre mondiale par une Land Girl.

Le Conseil de l'Agriculture institue la Women's Land Army pendant la Première Guerre, à partir de 1915. Vers la fin de 1917, il y avait environ de 250 000 à 260 000 femmes travaillant comme ouvriers agricoles, dont 23 000 dans la WLA elle-même, effectuant des tâches comme la traite des vaches et la cueillette des fruits.
Trois millions d'hommes étaient partis  combattre au loin pendant la Première Guerre mondiale, ce qui signifie que le Royaume-Uni manquait de travailleurs. Le gouvernement voulait que les femmes s'impliquent davantage dans la production d'aliments et fassent leur part pour soutenir l'effort de guerre. Ce fut le début de la Women's Land Army. De nombreux agriculteurs traditionnels y étaient opposés et ainsi le conseil du commerce a envoyé des conseillers agricoles discuter avec eux pour les encourager à accepter le travail des femmes dans les exploitations agricoles. Un but était d'attirer les femmes de la classe moyenne qui agirait comme modèles d'un engagement patriotique dans des activités non traditionnelles. Cependant l'uniforme des Femmes de l'Armée pour la Terre incluait un pantalon ce qui, pour beaucoup, était considéré comme du travestisme. Le gouvernement y a répondu par une rhétorique qui féminisait les nouveaux rôles.

## Seconde Guerre mondiale
Comme la perspective de la guerre devenait de plus en plus probable, le gouvernement voulait augmenter la quantité d'aliments cultivés à l'intérieur de la Grande-Bretagne. Afin de produire plus de nourriture, plus d'aide était nécessaire dans les exploitations agricoles et donc, le gouvernement a relancé les Femmes de la WLA en juin 1939.
La majorité des Landgirls venaient de la campagne, mais plus d'un tiers est venu de Londres et des villes industrielles du nord de l'Angleterre.
Durant la Seconde Guerre mondiale, bien que sous la tutelle du ministère de l'Agriculture et de la Pêche, Lady Denman est nommée à la tête de la WLA. Elle a d'abord demandé des volontaires. Les effectifs ont été complétés par la conscription, de sorte qu'en 1944, il avait plus de 80 000 membres. La WLA est officiellement dissoute le 21 octobre 1949. Les jeunes filles de la campagne ont été formées au renfort de l'agriculture néo-zélandaise. Tandis que les jeunes citadines, à partir de l'âge de 17 ans, ont été employées dans l'élevage des moutons, du bétail, de la volaille, dans les produits laitiers, les vergers.
Le Women's Timber Corps (en français, corps des femmes bûcheronnes), branche de la WLA, a travaillé dans l'industrie forestière de 1942 à 1946. Ses membres étaient connues sous le nom de « Lumber Jills ».

## Dans la culture populaire
Les Landgirls font l'objet d'un livre et de plusieurs œuvres cinématographiques et télévisuelles :
- le livre d'Angela Huth, Land Girls (1995) ;
  - un film inspiré du livre de Huth, La Terre des Filles (1998) ;
- la série ITV, Back to the Land (1977-78) ;
- la série dramatique de la BBC Land Girls (en) (2009-11) ;
- le film de Powell et Pressburger A Canterbury Tale (1944).

La Women's Land Army est aussi évoquée dans : 
- la saison 3, épisode 3 (2004) de la série policière ITV Foyle's War, sous le titre They Fought in the field.
- dans le roman policier A Presumption of death, qui a lieu dans les premiers jours de la Seconde Guerre mondiale, le complot est centré sur Harriet Vane et Lord Peter Wimsey essayant de résoudre le meurtre d'une jeune fille qui était venue travailler dans un village du Hertfordshire.

## Distinctions
Au cours de la Première Guerre mondiale un Ruban pour Bons Services a été décerné à des femmes éligibles.

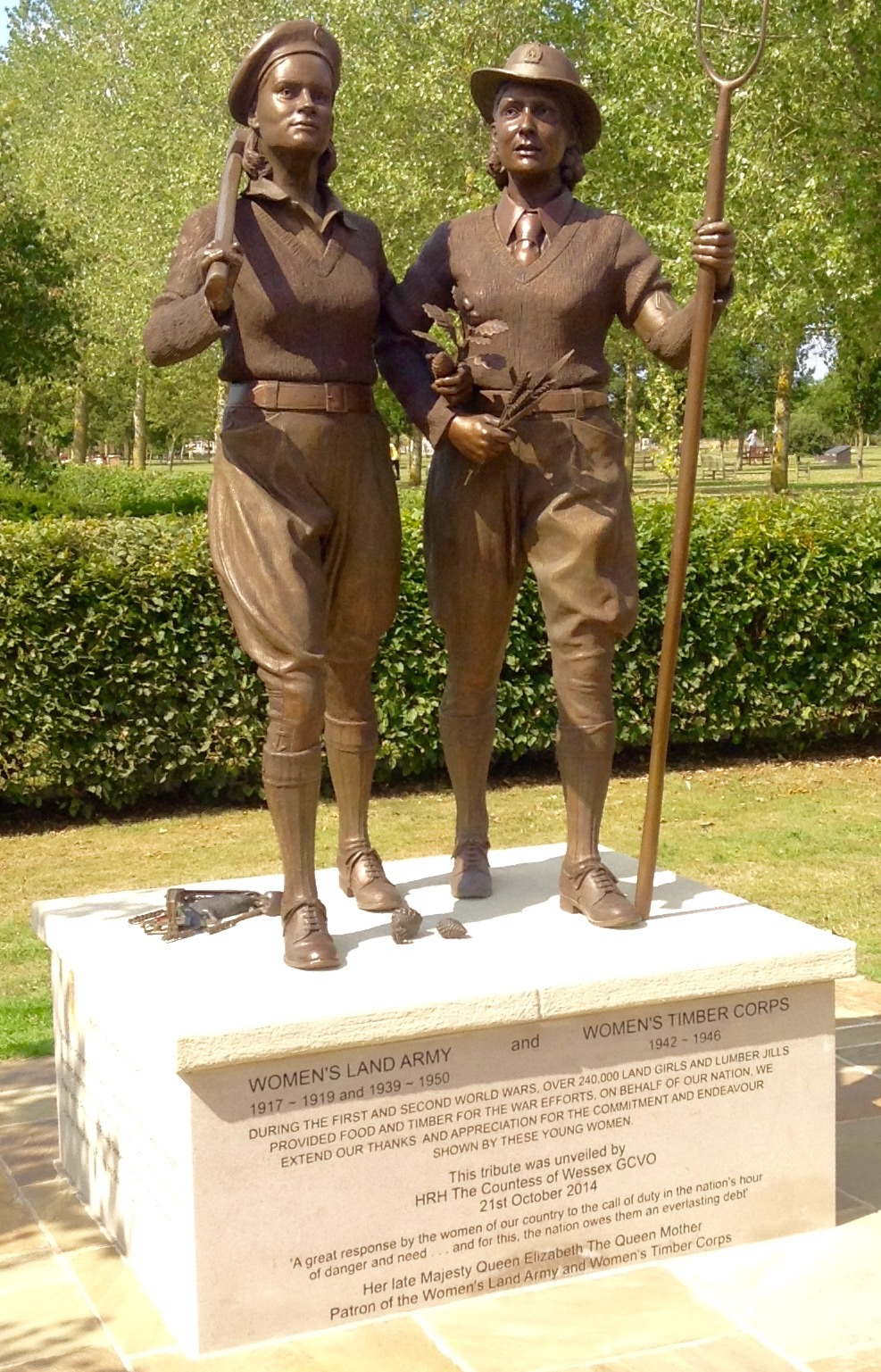
Statue au National Memorial Arboretum, Alrewas.

En décembre 2007, le ministère de l'Environnement, de l'Alimentation et des Affaires rurales (DEFRA) a annoncé que les efforts des Femmes pour la Terre et des Femmes Bûcherons seraient officiellement reconnus par la remise d'un insigne commémoratif aux membres survivants. L'insigne honorifique a été remis en juillet 2008, à plus de 45 000 anciennes.
En octobre 2012, le prince de Galles a dévoilé le premier mémorial de la WLA, sur la propriété Fochabers à Moray, en Écosse. La sculpture a été conçue par Peter Naylor. En octobre 2014, une statue  mémoriale a été dévoilée au National Memorial Arboretum dans le Staffordshire, en Angleterre.

## Personnalités de la WLA

### Première Guerre mondiale
- Lily Chitty (en), archéologue
- Gertrude Denman (en), baronne de Denman, directrice des femmes de l'Armée pour la Terre
- Ethel Thomas (en), botaniste

### Seconde Guerre mondiale
- Hilda Gibson (en), militante pour la reconnaissance du WLA par le gouvernement
- Joan Quennell (en), députée